# Ley de Estadounidenses con Discapacidades de 1990
La Ley de Estadounidenses con Discapacidades de 1990 (en inglés: Americans with Disabilities Act, abreviado ADA por sus siglas en inglés) fue promulgada por el Congreso de los Estados Unidos bajo el título completo de «Ley que prohíbe de forma clara y exhaustiva la discriminación por motivos de discapacidad». Fue firmada el 26 de julio de 1990 por el presidente George H. W. Bush. En 2008, durante el gobierno de su hijo George W. Bush, se agregaron varias reformas a la misma, las cuales entraron en vigor el 1 de enero de 2009.
ADA es una amplia ley de derechos civiles que prohíbe, en determinadas circunstancias, la discriminación basada en la discapacidad. La ley ofrece una protección similar contra la discriminación a los estadounidenses con discapacidades como la Ley de Derechos Civiles de 1964, que prohíbe la discriminación basada en la raza, la religión, el sexo y otras características, y posteriormente la orientación sexual. La ley define la discapacidad como «un impedimento físico o mental que limita sustancialmente una actividad importante de la vida». La determinación de si cualquier condición es considerada una discapacidad se hace caso por caso. Se excluyen determinadas condiciones, tales como el abuso de sustancias y la discapacidad visual que puede corregirse con lentes de prescripción.
El 25 de septiembre de 2008, el presidente George W. Bush firmó la ley de la Enmienda de la ley sobre estadounidenses con discapacidades de 2008 (ADAAA). Con esto se pretendía dar mayor protección a los trabajadores discapacitados y «hacer retroceder el reloj» en las sentencias judiciales que el Congreso consideró demasiado restrictivas. La ADAAA incluye una lista de actividades importantes de la vida, que incluyen, pero no se limitan a «cuidarse de uno mismo, realizar trabajos manuales, ver, oír, comer, dormir, andar, estar de pie, levantar pesos, inclinarse, hablar, respirar, aprender, leer, concentrarse, pensar, comunicarse y trabajar», así como realizar varias funciones corporales importantes que también se especifican.

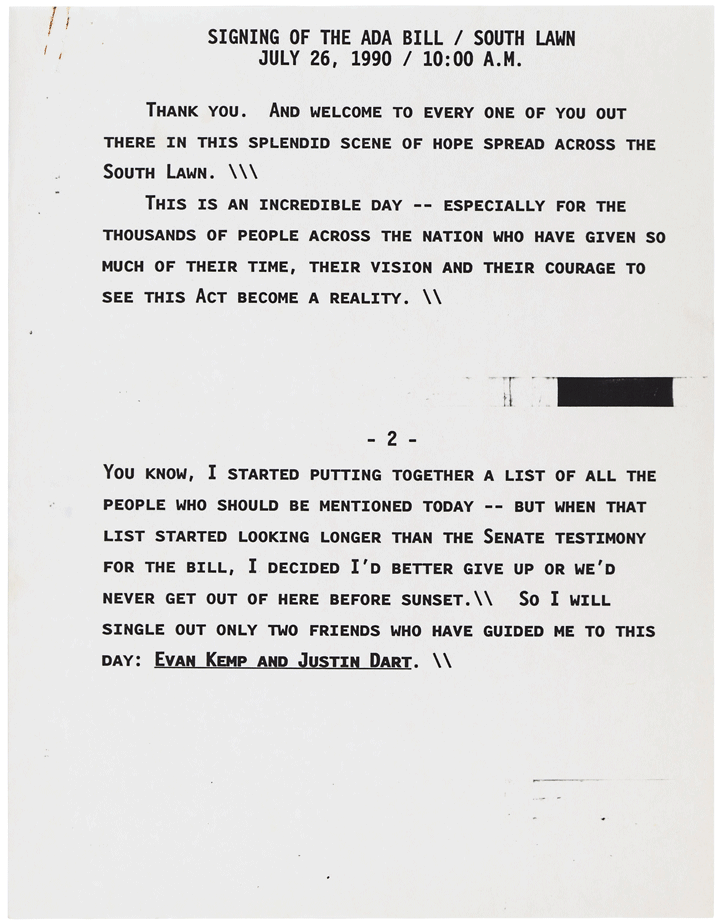
Tarjeta del discurso usado por el presidente George H. W. Bush en la ceremonia de la firma de la Ley Sobre Estadounidenses con Discapacidades (ADA) el 26 de julio de 1990.

La Ley para Estadounidenses con Discapacidades (ADA, por sus siglas en inglés) de 1990 es una ley en Estados Unidos que prohíbe la discriminación contra individuos con discapacidades en áreas públicas. La ADA establece normas de accesibilidad y exige que se realicen ajustes razonables para permitir que las personas con discapacidad puedan disfrutar plenamente de los mismos derechos y oportunidades que las demás. La ley abarca una amplia gama de áreas, como el empleo, el acceso a edificios y servicios públicos, el transporte y las comunicaciones. El objetivo principal de la ADA es promover la igualdad de oportunidades y la plena participación de las personas con discapacidad en la sociedad.
La discriminación es un delito en muchas jurisdicciones, especialmente cuando se basa en características protegidas como la raza, el género, la religión, la orientación sexual o la discapacidad. Las leyes contra la discriminación están diseñadas para proteger los derechos y la igualdad de todas las personas. Si cree que ha sido objeto de discriminación, es importante buscar asesoría legal y denunciarlo a las autoridades competentes.
En Estados Unidos, existen varias leyes y regulaciones destinadas a prevenir la discriminación en diversas áreas. Algunas de las leyes más importantes son:
1. La Ley de Derechos Civiles de 1964: Esta ley prohíbe la discriminación por motivos de raza, color, religión, sexo u origen nacional en programas y actividades que reciben financiamiento federal.
2. Ley de Igualdad Salarial de 1963: Esta ley establece que las diferencias salariales entre hombres y mujeres que desempeñan el mismo trabajo deben basarse en factores legítimos no relacionados con el género.
3. La Ley de Estadounidenses con Discapacidades de 1990: Esta ley protege los derechos de las personas con discapacidad y prohíbe la discriminación en el empleo, la vivienda, las instalaciones públicas y los servicios.
4. Título VII de la Ley de Derechos Civiles: Este título de la Ley de Derechos Civiles de 1964 prohíbe la discriminación en el empleo por motivos de raza, color, religión, sexo u origen nacional.
5. Ley de Vivienda Justa de 1968: Esta ley prohíbe la discriminación en la venta, alquiler o financiamiento de viviendas por motivos de raza, color, religión, sexo, origen nacional, discapacidad o estado familiar.
Estas leyes son solo algunas de las muchas normas que protegen contra la discriminación en Estados Unidos. Es importante tener en cuenta que las leyes pueden variar según los estados y las circunstancias específicas, por lo que es recomendable consultar con un profesional legal para obtener asesoramiento preciso.

## Recursos
- Acemoglu, Daron & Angrist, Joshua D. (2001). «Consequences of Employment Protection? The Case of the Americans with Disabilities Act». Journal of Political Economy 109 (5): 915-957. S2CID 15460395. doi:10.1086/322836.
- Bush, George H. W., Remarks of President George Bush at the Signing of the Americans with Disabilities Act.  Available on-line at Equal Employment Opportunity Commission.
- DeLeire, Thomas.  (Autumn, 2000). The Wage and Employment Effects of the Americans with Disabilities Act.  Journal of Human Resources, Vol. 35, No. 4, pp. 693–715
- Fielder, J. F. Mental Disabilities and the Americans with Disabilities Act. Westport, CT: Quorum Books, 2004.
- Hamilton Krieger, Linda, ed., Backlash Against the ADA: Reinterpreting Disability Rights Ann Arbor: University of Michigan Press, 2003.
- Johnson, Mary. (2000). Make Them Go Away: Clint Eastwood, Christopher Reeve & The Case Against Disability Rights. Louisville, KY: The Advocado Press.
- Schall, Carol M. (Jun 1998).  The Americans with Disabilities Act—Are We Keeping Our Promise? An Analysis of the Effect of the ADA on the Employment of Persons with Disabilities.  Journal of Vocational Rehabilitation, v10 n3 p191-203.
- Schwochau, Susan & Blanck, Peter David. The Economics of the Americans with Disabilities Act, Part III: Does the ADA Disable the Disabled?  BERKELEY JOURNAL OF EMPLOYMENT & LABOR LAW [Vol. 21:271]
- Switzer, Jacqueline Vaughn. Disabled Rights: American Disability Policy and the Fight for Equality. Washington D. C.: Georgetown University Press, 2003...
- Weber, Mark C. Disability Harassment. New York, NY: NYU Press, 2007.